# 御勅使南公園
山梨県御勅使南公園（やまなしけんみだいみなみこうえん）は山梨県南アルプス市にある山梨県立の都市公園。指定管理者制度に基づき、株式会社富士グリーンテックが指定管理者として管理運営にあたっている。

## 概要
南アルプス市と韮崎市の境界を流れる御勅使川の河川敷を利用して1989年にオープンした。敷地面積は約35ヘクタール。2006年度より富士グリーンテックが指定管理者となり、さまざまなイベント、有効活用、雇用や社会学習の場の提供等の取り組みが評価され、2010年11月に日本公園緑地協会主催の、第26回都市公園コンクール管理運営部門、協会会長賞の受賞を受けた。

## 施設一覧
ラグビー場
当公園開園前の1986年（昭和61年）にかいじ国体少年ラグビーの部の主会場として開場した。県内唯一のラグビー専用球技場であり、全国高等学校ラグビーフットボール大会の山梨県大会はここで開催されている。また、ラグビー以外にもJリーグ・ヴァンフォーレ甲府の練習場として使用される場合もある。
- メイングラウンド－天然芝、ピッチ:120m×80m、2,510人収容（ベンチ席）
- サブグラウンド－天然芝、ピッチ:120m×87m、1,000人収容（芝生席）

クロスカントリー
- アカマツ林の中に設けられたクロスカントリーのコース。3つのコースがあり、最長で1周3kmとなっている。

徒渉池
人工の噴水広場。水浴びをすることが可能。
芝生広場
- 御勅使川の河川沿いにある広場。芝生と歩道が設置されている。

上記以外に子供用の遊具広場がある。

## 交通アクセス
- 山梨交通35系統「御勅使南公園入口」停留所下車。（JR中央線・身延線甲府駅から35大草経由韮崎駅行バスで約35分。JR中央線韮崎駅から35大草経由甲府駅行バスで約20分。）
- 韮崎駅よりタクシー10分。